# Ian Stannard
Ian Dexter Stannard (Chelmsford, 25 maggio 1987) è un ex ciclista su strada e pistard britannico, professionista dal 2007 al 2020, specialista delle classiche, si è aggiudicato due edizioni della Omloop Het Nieuwsblad.

## Carriera

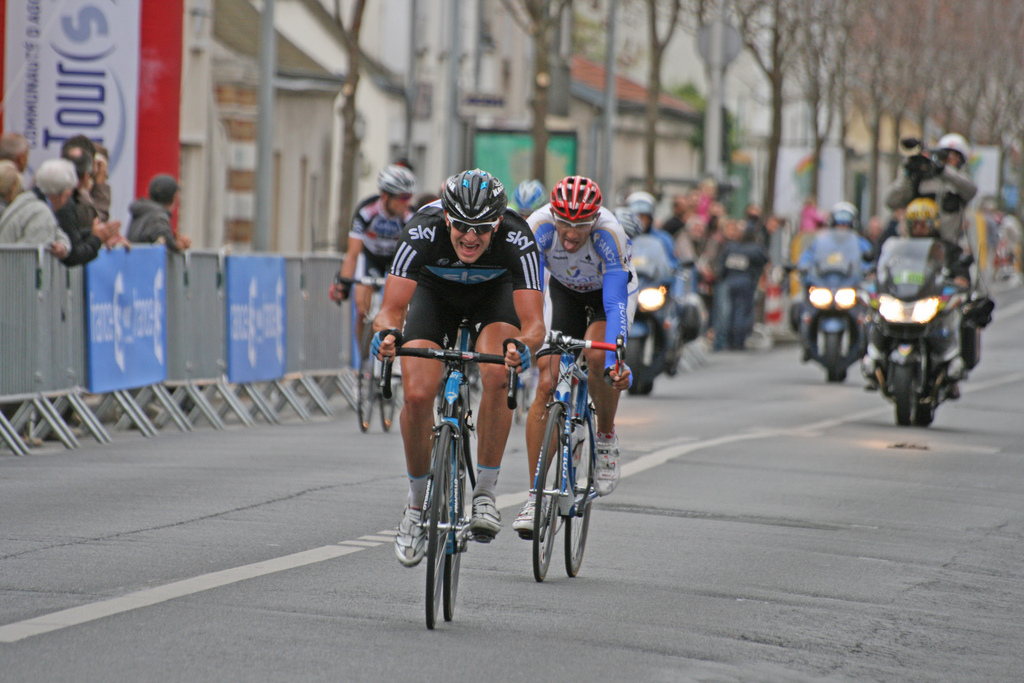
Stannard alla Parigi-Tours 2011

Corridore dotato di grande fisicità e potenza, Stannard espresse le sue qualità ciclistiche già nella categoria Juniores, diventando campione nazionale a cronometro nel 2004 e campione europeo nell'inseguimento a squadre nel 2005, titolo ripetuto l'anno successivo nella categoria Under-23.
Dopo le prime esperienze su strada con squadre minori britanniche ed olandesi, negli ultimi mesi del 2007 gareggiò da stagista con la tedesca T-Mobile. Nella stagione successiva ottenne il primo contratto da professionista venendo ingaggiato dalla Landbouwkrediet-Tönissteiner, formazione belga con cui partecipò a corse di primo piano quali Parigi-Roubaix, Giro delle Fiandre e Dwars door Vlaanderen, e con cui ottenne un primo risultato di rilievo, il terzo posto al Tour of Britain. Nel 2009 si trasferì alla ISD-Neri, con cui corse per la prima volta un Grande Giro, il Giro d'Italia.
Nel 2010 passò nelle file del team britannico Sky, con cui cominciò a correre le principali competizioni ciclistiche internazionali, e con cui ottenne il terzo posto nella Kuurne-Bruxelles-Kuurne. Nel 2011 ottenne la prima vittoria da professionista, aggiudicandosi la quinta tappa del Giro d'Austria; nel finale di stagione fu parte della squadra britannica ai campionati del mondo di Copenaghen che contribuì alla vittoria iridata di Mark Cavendish, e si classificò al quarto posto alla Parigi-Tours 2011.
Negli anni seguenti mise sempre più in evidenza le proprie doti di passista veloce, cogliendo risultati di grande importanza soprattutto nelle classiche del pavé: nel suo palmarès figurano infatti la vittoria di due edizioni dell'Omloop Het Nieuwsblad, nel 2014 e nel 2015, e i terzi posti nella E3 Harelbeke 2016 e nella Parigi-Roubaix 2016. Per spessore sportivo vanno ricordati anche il sesto posto alla Milano-Sanremo 2013, nonché i risultati raggiunti ai campionati britannici: il titolo nazionale nel 2012 davanti al compagno di squadra Alex Dowsett, il secondo posto dietro Cavendish nel 2013 e il terzo posto nel 2015.
Con la selezione britannica ha partecipato anche alla prova in linea dei Giochi olimpici di Londra 2012 e a quella dei Giochi olimpici di Rio de Janeiro 2016.
Ha annunciato il proprio ritiro dall'attività agonistica agli inizi di novembre 2020, a causa di un'artrite reumatoide diagnosticata nella stagione precedente.
Nel febbraio 2021 è entrato a far parte, con il ruolo di direttore sportivo, del Team Trinity Racing.

## Palmarès

### Strada
- 2004 (Juniores)

Classifica generale Junior Tour of Ireland
Campionati britannici, Cronometro juniores
Commonwealth Youth Games, Cronometro individuale
- 2005 (Juniores)

Neil White Memorial Pursuit
Grand Prix Pommeroeul
3ª tappa Tour du Pays de Vaud (cronometro)
Classifica generale Tour du Pays de Vaud
- 2007 (Under-23)

Clayton Velo Classic
Eddie Soens Memorial
Milano-Busseto
- 2011 (Team Sky, una vittoria)

5ª tappa Österreich-Rundfahrt (Sankt Johann/Alpendorf > Schladming)
- 2012 (Team Sky, una vittoria)

Campionati britannici, prova in linea
- 2014 (Team Sky, una vittoria)

Omloop Het Nieuwsblad
- 2015 (Team Sky, una vittoria)

Omloop Het Nieuwsblad
- 2016 (Team Sky, una vittoria)

3ª tappa Tour of Britain (Congleton > Tatton Park)
- 2017 (Team Sky, una vittoria)

4ª tappa Herald Sun Tour (Kinglake > Kinglake)
- 2018 (Team Sky, una vittoria)

7ª tappa Tour of Britain (West Bridgford > Mansfield)

#### Altri successi
- 2009 (ISD Cycling Team, una vittoria)

1ª tappa, 2ª semitappa Settimana Internazionale di Coppi e Bartali (Riccione > Misano Adriatico, cronosquadre)
- 2010 (Team Sky, una vittoria)

1ª tappa Tour du Qatar (West Bay Lagoon > West Bay Lagoon, cronosquadre)
- 2012 (Team Sky, una vittoria)

LondonNocturne (criterium)
- 2015 (Team Sky, una vittoria)

1ª tappa Tour de Romandie (Vallée de Joux > Juraparc, cronosquadre)

### Pista
- 2005

Campionati europei, Inseguimento a squadre juniores (con Steven Burke, Andrew Tennant e Ross Sander)
- 2006

UIV Cup Stuttgart under-23 (con Andrew Tennant)
Campionati europei, Inseguimento a squadre Under-23 (con Edward Clancy, Andrew Tennant e Geraint Thomas)

## Piazzamenti

### Grandi Giri
- Giro d'Italia

2009: 160º
2012: 132º
- Tour de France

2013: 135º
2015: 128º
2016: 161º
- Vuelta a España

2010: non partito (8ª tappa)
2011: 128º
2012: 111º
2017: 148º
2019: 106º

### Classiche monumento
- Milano-Sanremo

2009: ritirato
2010: ritirato
2011: 102º
2012: ritirato
2013: 6º
2015: ritirato
2016: 57º
2017: 92º
2018: 127º
- Giro delle Fiandre

2008: 73º
2010: 83º
2011: 50º
2012: 57º
2013: 103º
2015: 57º
2016: 32º
2017: 64º
2018: ritirato
2019: 76º
- Parigi-Roubaix

2008: 88º
2010: fuori tempo
2011: 36º
2012: 51º
2013: 51º
2015: 47º
2016: 3º
2017: 72º
2018: ritirato
2019: 82º

### Competizioni mondiali
- Campionati del mondo su strada

Verona 2004 - Cronometro Juniors: 32º
Verona 2004 - In linea Juniors: ritirato
Salisburgo 2006 - In linea Under-23: 126º
Salisburgo 2006 - Cronometro Under-23: 23º
Stoccarda 2007 - In linea Under-23: 67º
Stoccarda 2007 - Cronometro Under-23: 36º
Varese 2008 - In linea Elite: ritirato
Mendrisio 2009 - In linea Elite: ritirato
Copenaghen 2011 - In linea Elite: 99º
Limburgo 2012 - Cronosquadre: 9º
Limburgo 2012 - In linea Elite: 36º
Toscana 2013 - In linea Elite: ritirato
Richmond 2015 - Cronosquadre: 9º
Richmond 2015 - In linea Elite: 51º
Doha 2016 - In linea Elite: ritirato
Bergen 2017 - In linea Elite: ritirato
Innsbruck 2018 - Cronosquadre: 4º
Innsbruck 2018 - In linea Elite: ritirato
Yorkshire 2019 - In linea Elite: ritirato
- Campionati del mondo su pista

Vienna 2005 - Inseguimento a squadre juniors: 2º
- Giochi olimpici

Londra 2012 - In linea: 94º
Rio de Janeiro 2016 - In linea: ritirato

### Competizioni europee
- Campionati europei su strada

Glasgow 2018 - In linea Elite: ritirato